# Gaetano Baccari
Gaetano Baccari (Lendinara, 7 agosto 1752 – Roma, 27 marzo 1839) è stato un presbitero e bibliotecario italiano.

## Biografia
Secondo dei fratelli Baccari, don Gaetano si impegnò nel corso della sua vita oltre che come sacerdote anche come educatore e come uomo di cultura.
Fu a lungo in contatto con Girolamo Silvestri e con il suo segretario don Gioachino Masatto. Socio dell'Accademia dei Concordi dal 1791, cercò, invano, di creare anche a Lendinara una "Società letteraria e scientifica" sullo stampo dell'istituto culturale rodigino. Nel 1787 riuscì, tuttavia, nell'intento di far istituire una pubblica libreria a Lendinara in cui riporre una grande mole di volumi di pubblica utilità da lui raccolti nel corso degli anni. Al momento della sua morte la biblioteca lendinarese possedeva già 7.381 volumi, per la maggior parte acquistati da lui o donatigli da studiosi. Dal 1981 la Biblioteca Comunale di Lendinara è a lui dedicata.